# Rosie Perez
Rosa Maria "Rosie" Perez, född 6 september 1964 i Bushwick i Brooklyn i New York, är en amerikansk skådespelare, dansare och regissör.
Vid Oscarsgalan 1994 nominerades hon i kategorin Bästa kvinnliga biroll för sin roll i Utan fruktan.

## Filmografi i urval
- 1989 – Do the Right Thing
- 1990 – Rättvisans offer
- 1991 – Night on Earth
- 1992 – White Men Can't Jump
- 1993 – Utan fruktan
- 1993 – Hans vilda hjärta
- 1994 – Det kan hända dig
- 1997 – Perdita Durango
- 1997 – Dance with the Devil
- 1997 – Historier från tunnelbanan
- 1999 –  Den perfekta kvinnan
- 2000 – Vägen till El Dorado (röst)
- 2001 – Pojkarna i mitt liv
- 2001 – Human Nature
- 2002 – Widows (TV-serie)
- 2005–2011 – Go, Diego! Go! (TV-serie) (röst)
- 2008 – Pineapple Express
- 2008–2009 – Lipstick Jungle (TV-serie) (6 avsnitt)
- 2012 – Small Apartments
- 2013 – The Counselor
- 2020 – The Last Thing He Wanted

## Teater

### Roller
| År   | Roll         | Produktion                | Regi         | Teater                   |
| ---- | ------------ | ------------------------- | ------------ | ------------------------ |
| 2007 | Googie Gomez | The Ritz Terrence McNally | Joe Mantello | Studio 54, New York, USA |